# دانمارک در المپیک تابستانی ۱۹۰۰
دانمارک در بازی‌های المپیک تابستانی ۱۹۰۰ که در شهر پاریس برگزار شد، کاروان دانمارک با ۱۳ ورزشکار در این رقابت‌ها شرکت کرد و موفق به کسب ۶ مدال (۱ طلا، ۳ نقره، ۲ برنز) شد. در جدول رتبه‌بندی توزیع مدال‌ها، دانمارک در ردهٔ ۱۰ مسابقات قرار گرفت.